# مسجد الشيخ الطحاوي
زاوية الشيخ الطحاوى ، هو أحد المساجد التي انشئت في عصر الدولة الايوبية في مصر ، تقع بشارع الإمام الليث بقرافة الإمام الشافعى.

## وصفه
تتكون الزاوية الآن من الناحية المعمارية من مساحة مستطيلة يحيط بها سور مبنى من الحجر المنحوت تعلوه شرافات مسننة، ومدخله الرئيسى يقع في الركن الجنوبي الغربي. وينقسم المستطيل إلى قسمين مستطيلين كذلك :
- القسم الأول فناء مكشوف به مجموعة من المقابر تعلو كل منها تركيبة حجرية معظمها لعائلة بنى الأشعث السابق الإشارة إليهم. ويشغل الضلع الشمالي من هذا الفناء مكان مسقوف به مزملة لشرب الماء وخلفها غرف للحارس.
- القسم الثاني وهو مستطيل كذلك مغطى ويوجد به ضريح الشيخ الطحاوى. وينقسم هذا المستطيل إلى مربعين يفصل بينهما عقد دائرى. يشغل المربع الجنوبي منهما قبر الإمام الطحاوى وتعلوه قبة تقوم على أربعة مقرنصات كبيرة في أركان المربع ويعلو كل مقرنص من جانبيه مثلثان. وتفصل هذه المثلثات التي يبلغ عددها ثمانية القبة عن مربع الضريح. وقد فتح في القبة ثمانية نوافذ معقودة، وزخرفت القبة من الخارج برسوم هندسية محفورة في الحجر على شكل متعرج غاية في الدقة والإبداع.

## وصلات خارجية
- آثار القاهرة الإسلامية نسخة محفوظة 31 مايو 2014 على موقع واي باك مشين.